# IEC 60601-2-16
Die IEC 60601-2-16 mit dem Titel „Medizinische elektrische Geräte – Teil 2-16: Besondere Festlegungen für die Sicherheit von Hämodialyse-, Hämodiafiltrations- und Hämofiltrationsgeräten“ ist Teil der Normenreihe EN 60601.
Die Norm ist als EN 60601-2-16 eingeführt. Herausgeber der DIN-Norm DIN EN IEC 60601-2-16 ist das Deutsche Institut für Normung. Im Rahmen des VDE-Normenwerks ist die Norm als VDE 0750-2-16 klassifiziert, siehe DIN-VDE-Normen Teil 7.
Diese Ergänzungsnorm regelt allgemeine Festlegungen für die Sicherheit, Prüfungen und Richtlinien von Hämodialyse-, Hämodiafiltrations- und Hämofiltrationsgeräten.

## Gültigkeit
Die deutsche Ausgabe 2.1999 ist ab ihrem Erscheinungsdatum als Deutsche Norm angenommen.
- Die aktuelle Fassung (2.1999) ist korrespondierend mit der 2. Ausgabe der DIN EN 60601-1 anzuwenden.
- Es wurde im November 2006 ein Entwurf für die 3. Ausgabe der DIN EN 60601-1 veröffentlicht.

## Anwendungsbereich
Diese besonderen Festlegungen legen die Mindestanforderungen für die Sicherheit von Hämodialyse-, Hämodiafiltrations- und Hämofiltrationsgeräten für einzelne Patienten fest. Die Geräte sind dafür bestimmt, entweder von medizinischem Personal oder unter medizinischer Aufsicht angewendet zu werden, einschließlich Hämodialyse-, Hämodiafiltrations- und Hämofiltrationsgeräten die vom Patienten angewendet werden. Diese besonderen Festlegungen gelten nicht für:
- Extrakorporale Kreisläufe
- Dialysatoren
- Dialyseflüssigkeit-Konzentrate
- Wasseraufbereitungs-Geräte
- Geräte für Peritonealdialyse (siehe EN 60601-2-39).

## Zusatzinformation
Folgende geänderte Anforderungen sind in der EN 60601-2-16 enthalten (Auszug):
- Genauigkeit der Betriebsdaten
- Schutz gegen gefährliche Ausgangswerte